# Cimego
Cimego és un antic municipi italià, dins de la província de Trento. L'any 2007 tenia 417 habitants. Limitava amb els municipis de Castel Condino, Condino, Daone, Pieve di Bono, Tiarno di Sopra i Tiarno di Sotto.
L'1 de gener 2016 es va fusionar amb els municipis de Brione i Condino creant així el nou municipi de Borgo Chiese, del qual actualment és una frazione.

## Administració
| Període | Identitat     | Partit        |
| ------- | ------------- | ------------- |
| 2005-   | Carlo Bertini | Llista cívica |